# Prefectura de Kanem
Kanem fue una de las 14 prefecturas de Chad. Ubicado en el oeste del país, Kanem cubría un área de 114 520 kilómetros cuadrados y tenía una población de 279,927 en 1993. Su capital era Mao.
Se encontraba dividida en las subprefecturas de Mao, Moussoro y Nokou.